# Osamu Chiba
Osamu Chiba (født 22. maj 1968) er en tidligere japansk fodboldspiller.
Han har spillet for flere forskellige klubber i sin karriere, herunder Kashima Antlers og Kashiwa Reysol.